# 野呂パーキングエリア

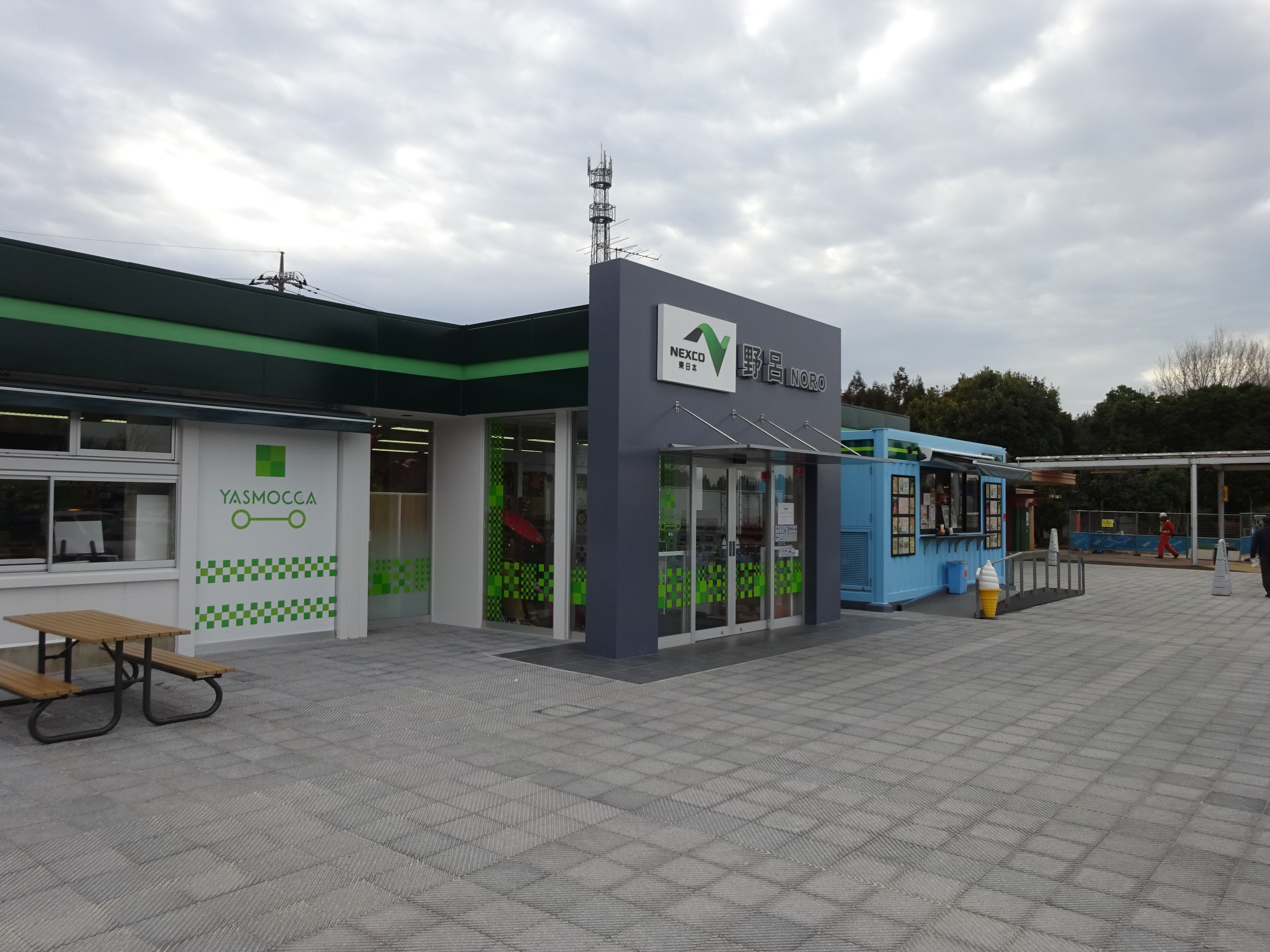
上り線施設（2020年2月）

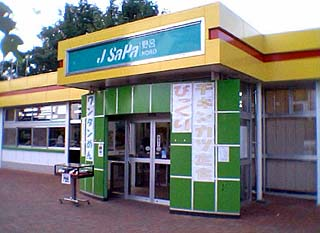
J-SaPa時代の下り線施設

野呂パーキングエリア（のろパーキングエリア）は、千葉県千葉市若葉区野呂町の千葉東金道路上にあるパーキングエリア。
当道路唯一のパーキングエリアとなっており、夏は九十九里浜に向かう海水浴客やサーファーで賑わう。

## 道路
- E82 千葉東金道路

## 施設

### 上り線（千葉方面）
- 駐車場
  - 大型23台
  - 小型100台
- トイレ
  - 男性 大5（和式0・洋式5）・小15
  - 女性 13（和式2・洋式11）
    - 同伴の男児用 1

  - 車椅子用 1
- スナックコーナー （7:00 - 20:00）
- ショッピングコーナー （7:00 - 20:00）

### 下り線（松尾方面）
- 駐車場
  - 大型23台
  - 小型98台
- トイレ
  - 男性 大5（和式0・洋式5）・小15
  - 女性 13（和式1・洋式12）
    - 同伴の男児用 1

  - 車椅子用 1
- スナックコーナー （6:30 - 19:00）
- ショッピングコーナー （6:30 - 19:00）

## 隣
E82 千葉東金道路
(2)大宮IC - (3)高田IC - 野呂PA - (4)中野IC - (5)山田IC